# أسرار محمد
أسرار محمد، ممثلة في قطر. جديدة الظهور في الوسط الفني قدمت عدد قليل من الأعمال التلفزيونية والمسرحية، وقد ظهرت مع أسيل عمران وفوز الشطي في مسرحية الجميلة والوحش عام 2012.
والدتها هي مخرجة ووالدها هو ممثل.